# Constanta gravitațională planetară
În astrodinamică, constanta gravitațională planetară (notată cu μ) este o unitate universală ce măsoară constanta G și masa M a unui corp.
{\displaystyle \mu =GM\ }
Unitatea de măsură în Sistemul internațional de unități a constantei gravitaționale planetare este m3s-2.

## Corpuri mici orbitând în jurul unui corp central
Sub standardele astrodinamice avem:
{\displaystyle m\ll M\ },
unde m este masa corpului ce orbitează, M masa corpului central, iar G este constanta gravitațională planetară a corpului mai mare.
Pentru toate orbitele circulare ce orbitează în jurul unui corp central avem:
{\displaystyle \mu =rv^{2}=r^{3}\omega ^{2}=4\pi ^{2}r^{3}/T^{2}\ },
unde r este raza orbitei, v este viteza orbitală, ω este viteza angulară, iar T este perioada orbitală.
Ultima egalitate are o generalizare foarte simplă pentru orbitele eliptice:
{\displaystyle \mu =4\pi ^{2}a^{3}/T^{2}\ },
unde a este axa semi-majoră.